# شلدون، داربی‌شر
شلدون (به انگلیسی: Sheldon) یک روستا و محله مدنی در بریتانیا است که در Derbyshire Dales واقع شده‌است.